# Artus (humoriste)
Pour les articles homonymes, voir Artus et Solaro.
Victor-Artus Solaro, dit Artus, est un humoriste, acteur, scénariste et réalisateur français, né le 17 août 1987 au Chesnay (Yvelines).
Il est révélé au grand public par l'émission On n'demande qu'à en rire sur France 2 entre 2011 et 2014. Comme acteur, il a notamment joué dans la série Le Bureau des légendes.
En 2024, il sort son premier film comme réalisateur et scénariste, Un p'tit truc en plus, dans lequel il joue également. C'est un énorme succès en France, avec plus de 10,8 millions d'entrées. Pour ce film, il reçoit une nomination lors des César 2025 dans la catégorie du meilleur premier film.

## Biographie

### Jeunesse
Victor-Artus Solaro naît au Chesnay, dans les Yvelines. Son père est cadre dans l'informatique et sa mère commerciale. Il grandit à Lavérune, près de Montpellier. Il vit ensuite pendant plusieurs années en Suisse, à Lugano dans le canton du Tessin.
Il obtient un baccalauréat professionnel en cuisine, puis se forme au cours Florent à Paris pendant six mois et aux cours d'Anne Torrès pendant deux ans,.

### Carrière
Artus accède à la notoriété en participant à l'émission On n'demande qu'à en rire de Laurent Ruquier sur France 2. Il écrit et interprète 86 sketchs (dont 74 notés et 12 en tant que pensionnaire de la saison 4) entre le 9 septembre 2011 et l'arrêt de l'émission, le 4 juillet 2014. Il enchaîne les passages avec des notes dépassant régulièrement les 90 points sur 100.
Il apparaît par la suite dans plusieurs émissions de télévision et de radio, et continue ses spectacles en France. En 2015, il lance son nouveau seul en scène Saignant à point.
À l'automne 2016, il participe à la septième saison de l'émission Danse avec les stars sur TF1, aux côtés de la danseuse Marie Denigot, et termine troisième de la compétition.
En 2017, Artus met en scène sa première pièce, écrite avec Romain Chevalier, Duels à Davidéjonatown, présentée pour la première au théâtre « Les Feux de la Rampe » à Paris.
La même année, il rejoint le casting de la série Le Bureau des légendes sur Canal+. Il tient le rôle de Jonas Maury, un jeune agent de la DGSE.
En 2019, il anime sur Netflix une émission nommée C'est du gâteau (une adaptation de l'émission américaine Nailed It! (en)).
En 2022, il joue dans la série Darknet-sur-Mer.
En 2023, il joue dans la série Benoît Gênant Officiel.
En 2024, il sort son premier long métrage comme réalisateur et scénariste, Un p'tit truc en plus, dans lequel il joue également, le film dépasse les 10 millions d'entrées, une première pour un film français depuis 10 ans.

### Vie privée
À partir de 2016, il est en couple avec Sarah Nasrallah ; ils se marient en juin 2023. Ils ont un enfant.

## Théâtre
Sauf indication contraire ou complémentaire, les informations mentionnées dans cette section peuvent être confirmées par la base de données Les Archives du spectacle.

### Seul en scène
- 2010 : C'était bien quand je serai p'tit, seul en scène présenté au festival d'Avignon[réf. nécessaire]
- 2011 : Va jouer sur l’autoroute, mis en scène de Bertrand Mayet[réf. nécessaire]
- 2012-2013 : De A à S, en tournée dans toute la France[réf. nécessaire]
- 2014 : Al Dente, à Paris puis dans toute la France[réf. nécessaire]
- 2015-2016 : Saignant à point, en tournée dans toute la France
- 2018 : Artus part en tournée
- Depuis 2023 : Artus - One Man Show

### Pièces de théâtre
- 2011-2012 : Full Monty, Kawa Théâtre, Montpellier[réf. nécessaire]
- 2012 : Tout baigne, L'Amuse théâtre, Le Crès[réf. nécessaire]
- 2017-2020 : Duels à Davidéjonatown, Théâtre Les Feux de la Rampe, Paris : auteur (coécrit avec Romain Chevalier), acteur et metteur en scène

## Filmographie
Sauf indication contraire, les informations mentionnées dans cette section peuvent être confirmées par les bases de données cinématographiques IMDb et Allociné,  présentes dans la section « Liens externes ».

### Acteur

#### Cinéma
- 2014 : Repas de famille de Pierre-Henri Salfati : un gendarme
- 2017 : C'est tout pour moi de Nawell Madani et Ludovic Colbeau-Justin : Marc
- 2018 : Budapest de Xavier Gens : Elias
- 2018 : Girls with Balls (en) d'Olivier Afonso : Coach
- 2019 : Docteur ? de Tristan Séguéla : Wilfried
- 2020 : Brutus vs César de Kheiron : Spartacus
- 2020 : Le Bonheur des uns… de Daniel Cohen : Lionel
- 2021 : Le Sens de la famille de Jean-Patrick Benes : Christophe
- 2021 : Pourris gâtés de Nicolas Cuche : Philippe Bartek
- 2021 : Si on chantait de Fabrice Maruca : José
- 2022 : King de David Moreau : Thomas
- 2022 : J'adore ce que vous faites[18] de Philippe Guillard : Momo
- 2022 : Les Goûts et les Couleurs de Michel Leclerc : Gary Wild
- 2022 : Menteur d'Olivier Baroux : Thibault
- 2022 : Tous Inconnus  de Nicolas Hourès :  lui-même
- 2023 : Apaches de Romain Quirot : Ours
- 2023 : Un homme heureux de Tristan Séguéla : Thomas
- 2023 : 38°5 quai des Orfèvres de Benjamin Lehrer : Philippe Etcheverest
- 2023 : Veuillez nous excuser pour la gêne occasionnée d'Olivier Van Hoofstadt : Sébastien
- 2023 : Bernadette de Léa Domenach : David Douillet
- 2024 : Un p'tit truc en plus de lui-même : Paulo / Sylvain
- 2024 : La Pampa d'Antoine Chevrollier : Teddy
- 2025 : Chien 51 de Cédric Jimenez
- 2026 : Les Enfants de la résistance de Christophe Barratier

#### Séries télévisées
- 2013 : What Ze Teuf : Mikael
- 2017-2020 : Le Bureau des légendes d'Éric Rochant, saisons 3 à 5 : Jonas Maury
- 2022 : Darknet-sur-Mer : Alkan
- 2023 : Benoît Gênant Officiel d'Éric Lavaine

#### Doublage
- 2021 : Steve, bête de combat : Rayburn Junior / Steve le Stupéfiant[19]
- 2024 : Chien et Chat : Chichi[20]
- 2024 : Croquette, le chat merveilleux : Croquette[21]

### Réalisateur-scénariste
- 2024 : Un p'tit truc en plus
- Prochainement : Duels à Davidéjonatown

## Émissions de télévision
- 2011-2014 : participation régulière à On n'demande qu'à en rire de Laurent Ruquier sur France 2.
- 2013 : comédien dans la série What Ze Teuf sur D8 en décembre 2013.
- 2014 : chroniqueur dans L'Émission pour tous avec Laurent Ruquier sur France 2[22].
- 2015-2018 : participation régulière à l'émission Vendredi tout est permis présenté par Arthur sur TF1.
- 2015 : participations à L'Académie des neuf (NRJ 12)
- 2016 : chroniqueur dans L'Hebdo Show, puis dans Cinq à sept avec Arthur sur TF1.
- 2016 : participation au Meilleur Pâtissier sur M6
- 2016 : participation à Danse avec les stars, saison 7. Il termine 3e de la compétition.
- 2016-2017 : coanimation de l'émission Le plein de sensations sur France 4, avec Carole Tolila et Laurent Maistret
- 2017 : coanimation de la 11e édition des Globes de Cristal avec Estelle Denis sur C8
- 2017 : chroniqueur dans AcTualiTy sur France 2
- 2017 : Golden Moustache fête ses 5 ans sur W9 : animateur
- 2018 : Le Meilleur Pâtissier - Les professionnels, la suite sur M6 : animateur
- 2018 : Le Grand Concours sur TF1 : participant
- 2019 : C'est du gâteau (Netflix) : animateur
- 2025 : LOL : qui rit, sort ! : participante saison 5 (émission, Prime Vidéo)

### On n'demande qu'à en rire
| 1       | Recruter la baby-sitter idéale avant la rentrée | 9 septembre 2011  | 71                                         |
| 2       | Les bus pour concurrencer la SNCF | 17 septembre 2011 | 78                                         |
| 3       | Encadrement militaire pour les délinquants | 24 septembre 2011 | 72                                         |
| 4       | Parution de l’officiel des prénoms | 29 septembre 2011 | 73                                         |
| 5       | Un mari dope sa femme à son insu | 6 octobre 2011    | 82                                         |
| 6       | Le plaisir de lire baisse chez les jeunes | 13 octobre 2011   | 90                                         |
| 7       | Mais où est passée Charlène ? (en duo avec Nicole Ferroni) | 19 octobre 2011   | 61                                         |
| 8       | Les cabines de bronzage davantage contrôlées | 28 octobre 2011   | 65                                         |
| 9       | Les guérisseurs n’ont pas perdu la main | 4 novembre 2011   | 67                                         |
| 10      | À la recherche du nouveau Claude François (en duo avec Nicole Ferroni) | 7 novembre 2011   | 18/20 (Téléspectateurs)                    |
| 11      | La folie Dirty Dancing (en duo avec Waly Dia et participation de Garnier et Sentou, Arnaud Tsamere, Nicole Ferroni, Shirley Souagnon et Donel Jack’sman)                      | 17 novembre 2011  | 75                                         |
| 12      | Un examinateur du permis de conduire en grève | 26 novembre 2011  | 65                                         |
| 13      | On va parler chinois dans les hôtels français | 8 décembre 2011   | 72                                         |
| 14      | Un tennisman dopé (avec la participation de Guillaume Sentou en voix-off) | 16 décembre 2011  | 65 (Jury uniquement)                       |
| 15      | Un enfant oublié dans le bus scolaire | 3 janvier 2012    | 60                                         |
| 16      | Au volant sur le Dakar en Amérique du Sud | 13 janvier 2012   | 81                                         |
| 17      | L’option minceur au bac | 24 janvier 2012   | 79                                         |
| 18      | On joue de plus en plus au Tiercé | 28 janvier 2012   | 77                                         |
| 19      | Scène de la Pomponette dans La Femme du boulanger (participation de Michel Galabru, Florent Peyre et Donel Jack’sman)                                                         | 2 février 2012    | 98                                         |
| 20      | Un sex shop trop près d’une école | 21 février 2012   | BUZZ (Repêchage)                           |
| 21      | À Beauval certains sont jaloux des pandas | 27 février 2012   | 17/20 (Téléspectateurs)                    |
| 22      | Un cuisinier qui a perdu une étoile réprimande ses employés (participation de Ahmed Sylla et Arnaud Cosson)                                                                   | 6 mars 2012       | 80                                         |
| 23      | Un footballeur qui ne veut pas payer d’impôts | 20 mars 2012      | 79                                         |
| 24      | Un nouveau groupe de rock français (participation de Ahmed Sylla et Arnaud Cosson)                                                                                            | 27 mars 2012      | 66                                         |
| 25      | Découvrez les objets du futur | 7 avril 2012      | 76                                         |
| 26      | Collectif : Un télé-crochet pour les chanteurs à TOC (avec Jérémy Ferrari, Arnaud Cosson, Arnaud Tsamere, Florent Peyre, Nicole Ferroni, Garnier et Sentou et Lamine Lezghad) | 7 avril 2012      | 100                                        |
| Prime 2 | Steward dans la voiture-bar d’un TGV (participation de Paco, Ahmed Sylla, Vérino, Arnaud Tsamere, Harlem et Fabio)                                                            | 13 avril 2012     | 186/200 (Jury : 94 - Téléspectateurs : 92) |
| 27      | Dresseur de perroquets (participation de Sandra Colombo) | 20 avril 2012     | 63                                         |
| 28      | Les gestes qui sauvent avec Adriana Karembeu (participation de Jérémy Ferrari, Arnaud Tsamere, Les Lascars gays et Vérino)                                                    | 3 mai 2012        | 89                                         |
| 29      | Un supporteur de Montpellier se moque des stars du PSG | 18 mai 2012       | 73                                         |
| 30      | Un gaz contre la peur du dentiste (participation de Vérino) | 14 juin 2012      | 72                                         |
| 31      | Collectionneur d’autographes (participation de Ahmed Sylla, Arnaud Tsamere et Jérémy Ferrari)                                                                                 | 23 juin 2012      | 94                                         |
| Prime 3 | Chez le tatoueur (participation de Ahmed Sylla) | 29 juin 2012      | 163/200 (Jury : 77 - Téléspectateurs : 86) |

| 32      | Les handballeurs sont des fêtards | 4 septembre 2012  | 81                                         |
| 33      | La mode des plaques de voitures personnalisées (participation d’Arnaud Tsamere) | 10 septembre 2012 | 17/20 (Téléspectateurs)                    |
| 34      | En vélo-taxi dans Paris (Sketch muet) | 21 septembre 2012 | 70                                         |
| 35      | Un plan pour effaroucher les ours (participation de Marc Hellard) | 28 septembre 2012 | 90                                         |
| 36      | Parodie de Questions pour un champion (participation d’Arnaud Tsamere, Florent Peyre et des Décaféinés) | 5 octobre 2012    | 98                                         |
| 37      | Un metteur en scène à la mode | 17 octobre 2012   | 90                                         |
| 38      | Séances de soutien pour les gagnants du loto | 24 octobre 2012   | 88                                         |
| 39      | Je cherche un prénom pour mon enfant dans l’officiel 2013 (participation des Décaféinés) | 26 octobre 2012   | 93                                         |
| 40      | Un dimanche dans un magasin de bricolage | 14 novembre 2012  | 95                                         |
| 41      | Je vis près d’un aéroport | 19 novembre 2012  | 88                                         |
| 42      | Bientôt une taxe sur le Nutella (en trio avec Arnaud Cosson et Rémi Deval des Décaféinés) | 26 novembre 2012  | 74                                         |
| 43      | Les quarante ans du Guide du routard | 29 novembre 2012  | 80                                         |
| 44      | Ma lettre au Père Noël | 3 décembre 2012   | 96                                         |
| 45      | Une nounou dont les enfants sont trop bruyants | 7 décembre 2012   | 67                                         |
| 46      | Tout pour éviter la grippe | 10 décembre 2012  | 96                                         |
| 47      | « Qui veut épouser mon fils ? » (participation d’Antonia) | 14 décembre 2012  | 99                                         |
| 48      | Les Ch’tis au Louvre | 19 décembre 2012  | 89                                         |
| 49      | « Que feriez-vous avant la fin du monde ? » (participation d’Ahmed Sylla, Aymeric Lompret, Antonia, Vérino, Donel Jack’sman, Julie Villers, Zidani, Les Décaféinés, Steeven & Christopher, Sacha Judaszko, Kevin Razy, et Cyril Étesse) | 21 décembre 2012  | 100                                        |
| 50      | Les bonnes résolutions pour 2013 | 10 janvier 2013   | 72                                         |
| 51      | Un SDF à qui on a distribué une radio (participation d’Ahmed Sylla, Vérino et Nicole Ferroni) | 14 janvier 2013   | 99                                         |
| 52      | La tradition de la galette des rois | 16 janvier 2013   | 94                                         |
| 53      | Après le film, il faut sortir le chien (participation d’Antonia) | 18 janvier 2013   | 86                                         |
| 54      | Un cross-over entre deux séries | 25 janvier 2013   | 75                                         |
| 55      | Des chasseurs pour initier les enfants à l’écologie | 29 janvier 2013   | 83                                         |
| 56      | Un vrai dîner de cons (participation d’Arnaud Cosson, Florent Peyre, Aymeric Lompret et Paco) | 1er février 2013  | 73                                         |
| 57      | Le pape a tweeté en latin | 6 février 2013    | 92                                         |
| Prime 4 | Les Misérables, en film aux États-Unis (participation de Arnaud Tsamere, Eric Metayer et Antonia) | 9 février 2013    | 176/200 (Jury : 84 - Téléspectateurs : 92) |
| 58      | Même les hommes s’épilent (participation de Sacha Judaszko et Julie & Gaëtan) | 13 février 2013   | 93                                         |
| 59      | La tournée Stars 80 encore sur les routes (participation de Vérino) | 20 février 2013   | 71                                         |
| 60      | On va cloner l’homme de Néandertal (participation d’Arnaud Cosson) | 28 février 2013   | 91                                         |
| 61      | Comment savoir si c’est la vraie tête d’Henri IV ? | 5 mars 2013       | 79                                         |
| 62      | Je paye mes impôts en petite monnaie (participation d’Arnaud Cosson) | 6 mars 2013       | 83                                         |
| 63      | C’est le moment de l’ouverture du testament | 11 mars 2013      | 75                                         |
| 64      | Les pandas Shin Shin & Ri Ri ont enfin fait l’amour (participation de Matthieu Penchinat) | 18 mars 2013      | 62                                         |
| 65      | Avocat de Luka Magnotta | 16 avril 2013     | 79                                         |
| 66      | Parodie des Feux de l’amour (participation de Julie Rattez) | 18 avril 2013     | 83                                         |
| 67      | Attention à ce qu’on mange devant la télé (participation de Charles Hudon et Antoine Herrera) | 26 avril 2013     | 89                                         |
| 68      | Dans la maison de Barbie | 6 mai 2013        | 84                                         |
| 69      | J’ai décidé de donner mon sang (participation de Jeanne Chartier, Arnaud Tsamere, Steeven & Christopher et Céline Holynski) | 15 mai 2013       | 81                                         |
| 70      | J’ai peur en avion | 12 juin 2013      | 70                                         |
| Prime 6 | La Parenthèse inattendue (participation d’Arnaud Cosson, Florent Peyre, Les Décaféinés, Steeven & Christopher et Babass) | 28 juin 2013      | 174/200 (Jury : 81 - Téléspectateurs : 93) |

| Non noté 1  | Les Super-Héros s’exposent (participation d’Arnaud Cosson en voix-off) | 10 avril 2014  |
| Non noté 2  | Je suis allergique aux bouleaux | 16 avril 2014  |
| Non noté 3  | Gérard Majax vend son matériel aux enchères | 22 avril 2014  |
| Non noté 4  | Une expo sur les mousquetaires au Musée de l’Armée (en quatuor avec Arnaud Cosson, Arnaud Tsamere et Ben)                                                                   | 25 avril 2014  |
| Non noté 5  | Des loups aux portes de Paris | 29 avril 2014  |
| Non noté 6  | Un one-man-show en chinois | 6 mai 2014     |
| Non noté 7  | Une suite à Madame Doubtfire | 16 mai 2014    |
| Non noté 8  | J’apprends la multiplication à un singe (participation d’Arnaud Tsamere en voix-off)                                                                                        | 23 mai 2014    |
| Non noté 9  | Une Garden Party silencieuse | 10 juin 2014   |
| Non noté 10 | Bientôt les inscriptions pour la rentrée | 18 juin 2014   |
| Non noté 11 | Des petits nouveaux dans le recensement des espèces | 27 juin 2014   |
| Non noté 12 | Lancer de nains : un père réinvente le genre (participation de Florent Peyre, Vérino, Arnaud Cosson, Antoine Schoumsky et Céline Groussard, Pierre Croce et Emmanuel Gasne) | 4 juillet 2014 |

Il interprète son premier sketch dans l'émission le 9 septembre 2011. Il se fait rapidement remarquer pour son humour éclectique, capable de jongler entre l'humour absurde, l'humour noir mais aussi des sketchs beaucoup plus théâtraux.
Il crée la surprise lors de l'émission spéciale en prime-time du 13 avril 2012 où il obtient le score de 186/200 avec son sketch sur le thème « Steward dans la voiture-bar d'un TGV ». Il est sélectionné pour participer au premier spectacle On n'demande qu'a en rire au Casino de Paris en juin 2012 aux côtés de Jérémy Ferrari, Arnaud Tsamere, Nicole Ferroni, Florent Peyre, Lamine Lezghad, Les Lascars gays, Waly Dia et Garnier et Sentou.
Le 21 décembre 2012, pour fêter la fin de l'année, il monte un sketch spécial avec les principaux humoristes de la saison sur le thème « Que feriez-vous avant la fin du monde ? » et obtient symboliquement le score de 100/100.
En 2013, Artus est de nouveau sélectionné pour participer au second spectacle On n'demande qu'a en rire au Casino de Paris aux côtés de Vérino, Steeven et Christopher, Sacha Judaszko, Donel Jack'sman, Kevin Razy, Antonia de Rendinger, Ahmed Sylla, Anthony Joubert et Les Décaféinés.
À l'issue de la saison 3, il a interprété 74 sketchs dans l'émission, pour un score moyen par sketch de 76/100 (émissions spéciales en prime comprises).
Il revient pour la saison 4 en tant que pensionnaire historique et ses passages ne sont plus notés. Il est également « parrain » de l'émission la semaine du 12 mai 2014 et dans l'émission du 30 juin 2014.

## Radio
- 2012 : Rire et Chansons
- 2016-2017 : Chroniqueur dans l'émission La Cour des grands, animée par Alessandra Sublet sur Europe 1 du 6 septembre 2016 à juin 2017[23]
- 2017 : Radio Jack avec Arthur sur OUI FM
- 2018 : Les Grosses Têtes avec Laurent Ruquier sur RTL

## Distinctions

### Nominations
- César 2025 : meilleur premier film pour Un p'tit truc en plus
- Q d'or 2025 pour Un p'tit truc en plus

## Engagements en faveur des personnes en situation de handicap
Pour son premier long métrage, *Un p'tit truc en plus* (sorti le 1ᵉʳ mai 2024), Artus a mis en scène onze acteurs en situation de handicap mental afin de valoriser leur talent et de promouvoir l’inclusion dans le cinéma,.
Il lance également une fondation visant à créer des centres de vacances adaptés aux personnes en situation de handicap, s’inspirant du cadre présenté dans son film.
Invité au Sénat, il plaide en faveur du financement et du développement de ces structures inclusives.
En décembre 2024, Artus a apporté son soutien au restaurant handi-responsable L’Atout Cœur à Annecy, menacé de fermeture faute de financements. 
Il relaie notamment son appel aux dons sur ses réseaux sociaux et participe à des opérations de mécénat pour maintenir l’activité de ce lieu d’insertion des personnes en situation de handicap,,,.
Il s’est lui-même rendu à L’Atout Cœur pour y déjeuner, comme il le montre dans une story Instagram invitant ses abonnés à soutenir le restaurant.